# Corina Smith
María Corina Smith Pocaterra (La Guaira, 8 de septiembre de 1991) más conocida como Corina Smith, es una cantante, actriz, modelo y compositora venezolana. Adquirió fama en 2009 por su personaje como María Corina en la tercera temporada de la telenovela de Venevisión y Boomerang Latinoamérica, Somos tú y yo.

## Biografía
Corina Smith nació en Caracas, Venezuela, el 8 de septiembre de 1991, es hija del político venezolano Roberto Smith Perera y Marina Elena Pocaterra. Smith estudió la carrera de Economía y finanzas en Bentley University en Waltham, Estados Unidos, en donde vivió hasta 2014, cuando regresó a Venezuela.
Smith tiene dos hermanas, María Sofía Smith y María Elisa Smith.

## Carrera
Smith debutó en televisión en 2009, participando en la serie de televisión, Somos tú y yo, un nuevo día, interpretando a María Corina, una porrista de la Academia Granadillo. La serie es un spin-off de Somos tú y yo.
En 2010, Smith integró el elenco principal de la serie, NPS: No puede ser. La serie es el segundo spin-off de Somos tú y yo y marca el cierre de la serie. La serie se estrenó por primera vez el 25 de julio de 2010 en Venezuela por Venevisión y el 8 de noviembre de 2010 por la cadena Boomerang Latinoamérica.

## Carrera como cantante

### 2015-2018:La Dificil Y Primeras Canciones
En 2015, debutó como cantante con un sencillo promocional, «La Difícil», del que grabó un videoclip en La Guaira, Venezuela, con las participaciones de Sheryl Rubio, Rosmeri Marval, Rosangelica Piscitelli, Natalia Moretti y Vanessa Suárez.
En mayo de 2016, lanzó su segundo sencillo, «Vitamina D», El sencillo forma parte del primer disco de la cantante.
En septiembre de 2016, lanzó su tercer sencillo "Escape" junto al también cantante venezolano Gustavo Elis. El videoclip estuvo bajo la producción de Nael y Justin, quienes en otras oportunidades han trabajado con artistas como Jonathan Moly e Ilegales.
En diciembre de 2016, lanzó su cuarto sencillo "Ahora o Nunca".
En junio de 2017, fue invitada para presentar un premio en los Premios Heat, realizado por el canal musical HTV.
En agosto de 2017, Smith viajó a Ecuador como parte de la promoción de su disco y fue telonera del cantante Daddy Yankee en Guayaquil.
En septiembre de 2017, Corina presentó su nuevo sencillo «Completa». El video estuvo bajo la producción de Nael y Justin. El sencillo rápidamente logró posicionarse en los primeros puestos de Record Report y a raíz del éxito obtenido fue imagen de importantes marcas en Venezuela.
En febrero de 2018, Smith presenta su nuevo sencillo, «Montaña Rusa». El video estuvo bajo la producción de Nael y Justin. En enero de 2018 saca el musical "Mientras tanto" como inicio del año.
En julio de 2018, lanzó el sencillo "Mas". El vídeo estuvo bajo la producción de Nael y Justin.

### 2018-presente:Inicio con  "Rimas Music"
En septiembre de 2018, lanzó el sencillo "Cantante" con la colaboración de los también cantantes venezolanos Neutro Shorty y Big Soto. La canción estuvo bajo la producción de las compañías musicales Rimas Music, bajo la dirección ejecutiva de Noah Assad y Trap Money.
En diciembre de 2018, lanzó el sencillo "Este año". La canción estuvo bajo la producción de la compañía musical DLS Music.
En enero de 2018, lanzó el sencillo "Mientras tanto". El vídeo fue dirigido por José Bueno.
En febrero de 2019, lanzó el sencillo "Fondo de Pantalla". La canción estuvo bajo la producción de la compañía musical DLS Music.
En abril de 2019 lanzó su sencillo "se te nota".

### 2021-2022:Primeros trabajos de larga duración: Antisocial y x miami
A finales del 2021, lanzó los sencillos "GPS" y "A veces (Remix)" con Noriel y Arcángel respectivamente. Posteriormente se anunció que formarían parte de su primer EP llamado "Antisocial", el cual incluía colaboraciones con otros artistas como Eladio Carrion, Brray y Nesi. Para promocionar el EP, realizó una gira de medios en Madrid.
Posteriormente, en noviembre de ese mismo año, estrenó su segundo EP llamado "x miami" el cual contó con 9 temas, y en uno de ellos colaboró con el cantante Kevvo para la canción "Rápida", el cual fue uno de los sencillos del proyecto junto a "Los Tweets" y "mami corina".

## Filmografía

### Televisión
| Año  | Título                      | Rol           | Notas                  |
| ---- | --------------------------- | ------------- | ---------------------- |
| 2009 | Somos tú y yo, un nuevo día | María Corina  | Participación especial |
| 2010 | NPS: No puede ser           | Tina Martínez | Coprotagonista         |

## Discografía

### Álbumes de estudio
- 2022: X Miami
- 2023: Triste pero siempre mami

### Extended plays
- 2022: Antisocial

### Sencillos

#### Cómo Artista principal
- «La difícil» (2015)
- «Vitamina D» (2016)
- «Escape» con Gustavo Elis (2016)
- «Ahora o nunca» (2016)
- «Novios» con Gustavo Elis (2017)
- «Completa» (2017)
- «Montaña rusa» (2018)
- «Más» (2018)
- «Soy para mí» (2018)
- «Cantante» con Neutro Shorty y Big Soto (2018)
- «Este año» (2018)
- «Mientras tanto» (2019)
- «FDP» [Fondo de pantalla] (2019)
- «Se te nota» (2019)
- «Vamos bien» con Chyno Miranda, EstoeSPosdata, Marko, Victor Muñoz, Victor Drija, Jonathan Moly y Lasso (2019)
- «Solas» con Vanessa Suárez (2020)
- «No somos nada» con Kevin Roldán (2020)
- «Pasatiempo» con Alex Rose (2020)
- «Déjame llevarte» con Nibal (2020)
- «A veces» (2020)
- «Te voy a extrañar» con Lyanno (2020)
- «Aunque me lo niegues» con Amenazzy (2020)
- «Feeling (Remix)» con Nelson El Prince (2020)
- «Que fluya (Remix)» con Yera, Jerry Di y Andy G (2020)
- «Morir juntos» con Lenny Tavárez (2020)
- «Suave» con Matt Hunter (2020)
- «Drama» con Álvaro Díaz (2020)
- «Por fin» (2020)
- «Navidad» (2020)
- «Un día más» con Akapellah (2020)
- «Todo o nada» con Eladio Carrión (2021)
- «Obviamente» (2021)
- «GPS» con Noriel (2021)
- «A veces» con Arcángel (2021)
- «Roto» con Eladio Carrión (2022)
- «Antisocial» (2022)
- «Los Tweets» (2022)
- «Brutal» con Sharlene (2022)
- «Rápida» con Kevvo (2022)
- «Prendía» con Jotaerre (2022)
- «Activa» con Chesca y Villano Antillano (2022)
- «X100» (2023)
- «Cómo te va?» (2023)

#### Cómo Artista invitada
- «V.I.P» con Gaby Noya y Vanessa Suárez (2017)
- «Repetirlo» con Nael y Justin (2019)

#### Sencillos promocionales
- «Aquí» con Brray (2022)
- «Especial» (2022)
- «Mami Corina» (2022)
- «Hotel San Juan» (2023)
- «Psicópata» (2023)

### Otras canciones en listas
- «No me mientas a la cara» (2023)

### Otras apariciones
- «Quiéreme» con Jonathan Moly (2019)
- «Llégate» con Sixto Rein (2020)